# ハイドンの弦楽四重奏曲一覧
ハイドンの弦楽四重奏曲一覧では、フランツ・ヨーゼフ・ハイドンの弦楽四重奏曲のリストを示す。

## 概要
ホーボーケンの目録では「III」に該当する。多くの作品は6曲ずつまとめて出版され、作品番号によって呼ばれることも多い。現在の作品番号は19世紀はじめにパリでイグナツ・プライエルによって出版された初のハイドン弦楽四重奏曲全集のものにもとづく。
作品50（1787年）以降は継続的に書かれているが、それ以前の作品の発表は断続的であり、1750年代後半の10曲（作品1/2）、1770年前後の18曲（作品9/17/20）、1781年の6曲（作品33）の間にそれぞれ10年ほどの弦楽四重奏曲を作曲しない期間がある。
ハイドンの弦楽四重奏曲は1805年のハイドン作品目録(HV)以来、長らく83曲と考えられてきたが、ほかにフンメル社から出版された作品1の1(Hob.II:6)がある。また、作品3の6曲は現在ではハイドンの作ではないと考えられており、このほかに作品1の5、作品2の3、作品2の5、および『十字架上のキリストの最後の7つの言葉』（7曲）を編曲ものとして除くと、68曲になる。
ハイドンは長い間題名として弦楽四重奏曲を用いず、ディヴェルティメントと呼んでいた。自筆楽譜に「四重奏曲」の名が現れるのは作品42（1785年）になってからである。また、チェロの声部は作品17まで「バス」と指定されており、本当にチェロを想定していたのかどうか明らかでない。

## 弦楽四重奏曲一覧
| Hob. III | Op. | 作品タイトル ※（）内は偽作や編曲作品を除いた番号          | 作曲年代      | 備考 |
| -------- | --- | --------------------------------------------------------- | ------------- | --- |
| (II-6)   | 1   | 弦楽四重奏曲第0番（第5番） 変ホ長調                       | 1755-62ごろ   | ハイドンの初期弦楽四重奏曲は10曲が知られる。 後に作品1および作品2（各6曲）としてまとめられたが、 作品1-5、 2-3、 2-5の3曲は編曲であるために除かれる。 またJ.J.フンメル版の作品1に収録され、 プレイエルの全集から抜けていた曲 (Hob. II:6) は長らく消失曲になっていた。 |
| 1        | 1   | 弦楽四重奏曲第1番 変ロ長調『狩』                          | 1755-62ごろ   | ハイドンの初期弦楽四重奏曲は10曲が知られる。 後に作品1および作品2（各6曲）としてまとめられたが、 作品1-5、 2-3、 2-5の3曲は編曲であるために除かれる。 またJ.J.フンメル版の作品1に収録され、 プレイエルの全集から抜けていた曲 (Hob. II:6) は長らく消失曲になっていた。 |
| 2        | 1   | 弦楽四重奏曲第2番 変ホ長調                                | 1755-62ごろ   | ハイドンの初期弦楽四重奏曲は10曲が知られる。 後に作品1および作品2（各6曲）としてまとめられたが、 作品1-5、 2-3、 2-5の3曲は編曲であるために除かれる。 またJ.J.フンメル版の作品1に収録され、 プレイエルの全集から抜けていた曲 (Hob. II:6) は長らく消失曲になっていた。 |
| 3        | 1   | 弦楽四重奏曲第3番 ニ長調                                  | 1755-62ごろ   | ハイドンの初期弦楽四重奏曲は10曲が知られる。 後に作品1および作品2（各6曲）としてまとめられたが、 作品1-5、 2-3、 2-5の3曲は編曲であるために除かれる。 またJ.J.フンメル版の作品1に収録され、 プレイエルの全集から抜けていた曲 (Hob. II:6) は長らく消失曲になっていた。 |
| 4        | 1   | 弦楽四重奏曲第4番 ト長調                                  | 1755-62ごろ   | ハイドンの初期弦楽四重奏曲は10曲が知られる。 後に作品1および作品2（各6曲）としてまとめられたが、 作品1-5、 2-3、 2-5の3曲は編曲であるために除かれる。 またJ.J.フンメル版の作品1に収録され、 プレイエルの全集から抜けていた曲 (Hob. II:6) は長らく消失曲になっていた。 |
| 6        | 1   | 弦楽四重奏曲第6番 ハ長調                                  | 1755-62ごろ   | ハイドンの初期弦楽四重奏曲は10曲が知られる。 後に作品1および作品2（各6曲）としてまとめられたが、 作品1-5、 2-3、 2-5の3曲は編曲であるために除かれる。 またJ.J.フンメル版の作品1に収録され、 プレイエルの全集から抜けていた曲 (Hob. II:6) は長らく消失曲になっていた。 |
| 7        | 2   | 弦楽四重奏曲第7番 イ長調                                  | 1755-62ごろ   | ハイドンの初期弦楽四重奏曲は10曲が知られる。 後に作品1および作品2（各6曲）としてまとめられたが、 作品1-5、 2-3、 2-5の3曲は編曲であるために除かれる。 またJ.J.フンメル版の作品1に収録され、 プレイエルの全集から抜けていた曲 (Hob. II:6) は長らく消失曲になっていた。 |
| 8        | 2   | 弦楽四重奏曲第8番 ホ長調                                  | 1755-62ごろ   | ハイドンの初期弦楽四重奏曲は10曲が知られる。 後に作品1および作品2（各6曲）としてまとめられたが、 作品1-5、 2-3、 2-5の3曲は編曲であるために除かれる。 またJ.J.フンメル版の作品1に収録され、 プレイエルの全集から抜けていた曲 (Hob. II:6) は長らく消失曲になっていた。 |
| 10       | 2   | 弦楽四重奏曲第10番（第9番） ヘ長調                        | 1755-62ごろ   | ハイドンの初期弦楽四重奏曲は10曲が知られる。 後に作品1および作品2（各6曲）としてまとめられたが、 作品1-5、 2-3、 2-5の3曲は編曲であるために除かれる。 またJ.J.フンメル版の作品1に収録され、 プレイエルの全集から抜けていた曲 (Hob. II:6) は長らく消失曲になっていた。 |
| 12       | 2   | 弦楽四重奏曲第12番（第10番） 変ロ長調                     | 1755-62ごろ   | ハイドンの初期弦楽四重奏曲は10曲が知られる。 後に作品1および作品2（各6曲）としてまとめられたが、 作品1-5、 2-3、 2-5の3曲は編曲であるために除かれる。 またJ.J.フンメル版の作品1に収録され、 プレイエルの全集から抜けていた曲 (Hob. II:6) は長らく消失曲になっていた。 |
| 19       | 9   | 弦楽四重奏曲第19番（第12番） ハ長調                       | 1769/1771以前 | 弦楽四重奏曲集作品9 |
| 20       | 9   | 弦楽四重奏曲第20番（第14番） 変ホ長調                     | 1769/1771以前 | 弦楽四重奏曲集作品9 |
| 21       | 9   | 弦楽四重奏曲第21番（第13番） ト長調                       | 1769/1771以前 | 弦楽四重奏曲集作品9 |
| 22       | 9   | 弦楽四重奏曲第22番（第11番） ニ短調                       | 1769/1771以前 | 弦楽四重奏曲集作品9 |
| 23       | 9   | 弦楽四重奏曲第23番（第15番） 変ロ長調                     | 1769/1771以前 | 弦楽四重奏曲集作品9 |
| 24       | 9   | 弦楽四重奏曲第24番（第16番） イ長調                       | 1769/1771以前 | 弦楽四重奏曲集作品9 |
| 25       | 17  | 弦楽四重奏曲第25番（第18番） ホ長調                       | 1771          | 弦楽四重奏曲集作品17 |
| 26       | 17  | 弦楽四重奏曲第26番（第17番） ヘ長調                       | 1771          | 弦楽四重奏曲集作品17 |
| 27       | 17  | 弦楽四重奏曲第27番（第21番） 変ホ長調                     | 1771          | 弦楽四重奏曲集作品17 |
| 28       | 17  | 弦楽四重奏曲第28番（第19番） ハ短調                       | 1771          | 弦楽四重奏曲集作品17 |
| 29       | 17  | 弦楽四重奏曲第29番（第22番） ト長調『レチタティーヴォ』   | 1771          | 弦楽四重奏曲集作品17 |
| 30       | 17  | 弦楽四重奏曲第30番（第20番） ニ長調                       | 1771          | 弦楽四重奏曲集作品17 |
| 31       | 20  | 弦楽四重奏曲第31番（第28番） 変ホ長調                     | 1772          | 『太陽四重奏曲』 |
| 32       | 20  | 弦楽四重奏曲第32番（第25番） ハ長調                       | 1772          | 『太陽四重奏曲』 |
| 33       | 20  | 弦楽四重奏曲第33番（第26番） ト短調                       | 1772          | 『太陽四重奏曲』 |
| 34       | 20  | 弦楽四重奏曲第34番（第27番） ニ長調『ヴェネツィアの競艇』 | 1772          | 『太陽四重奏曲』 |
| 35       | 20  | 弦楽四重奏曲第35番（第23番） ヘ短調                       | 1772          | 『太陽四重奏曲』 |
| 36       | 20  | 弦楽四重奏曲第36番（第24番） イ長調                       | 1772          | 『太陽四重奏曲』 |
| 37       | 33  | 弦楽四重奏曲第37番（第31番） ロ短調                       | 1778-81       | 『ロシア四重奏曲』 |
| 38       | 33  | 弦楽四重奏曲第38番（第30番） 変ホ長調『冗談』             | 1778-81       | 『ロシア四重奏曲』 |
| 39       | 33  | 弦楽四重奏曲第39番（第32番） ハ長調『鳥』                 | 1778-81       | 『ロシア四重奏曲』 |
| 40       | 33  | 弦楽四重奏曲第40番（第34番） 変ロ長調                     | 1778-81       | 『ロシア四重奏曲』 |
| 41       | 33  | 弦楽四重奏曲第41番（第29番） ト長調『ご機嫌いかが』       | 1778-81       | 『ロシア四重奏曲』 |
| 42       | 33  | 弦楽四重奏曲第42番（第33番） ニ長調                       | 1778-81       | 『ロシア四重奏曲』 |
| 43       | 42  | 弦楽四重奏曲第43番（第35番） ニ短調                       | 1785          | |
| 44       | 50  | 弦楽四重奏曲第44番（第36番） 変ロ長調                     | 1786/87       | 『プロシア四重奏曲』 |
| 45       | 50  | 弦楽四重奏曲第45番（第37番） ハ長調                       | 1786/87       | 『プロシア四重奏曲』 |
| 46       | 50  | 弦楽四重奏曲第46番（第38番） 変ホ長調                     | 1786/87       | 『プロシア四重奏曲』 |
| 47       | 50  | 弦楽四重奏曲第47番（第39番） 嬰ヘ短調                     | 1786/87       | 『プロシア四重奏曲』 |
| 48       | 50  | 弦楽四重奏曲第48番（第40番） ヘ長調『夢』                 | 1786/87       | 『プロシア四重奏曲』 |
| 49       | 50  | 弦楽四重奏曲第49番（第41番） ニ長調『蛙』                 | 1786/87       | 『プロシア四重奏曲』 |
| 58       | 54  | 弦楽四重奏曲第57番（第42番） ト長調                       | 1788頃        | 『第1トスト四重奏曲』 |
| 57       | 54  | 弦楽四重奏曲第58番（第43番） ハ長調                       | 1788頃        | 『第1トスト四重奏曲』 |
| 59       | 54  | 弦楽四重奏曲第59番（第44番） ホ長調                       | 1788頃        | 『第1トスト四重奏曲』 |
| 60       | 55  | 弦楽四重奏曲第60番（第45番） イ長調                       | 1788頃        | 『第2トスト四重奏曲』 |
| 61       | 55  | 弦楽四重奏曲第61番（第46番） ヘ短調『剃刀』               | 1788頃        | 『第2トスト四重奏曲』 |
| 62       | 55  | 弦楽四重奏曲第62番（第47番） 変ロ長調                     | 1788頃        | 『第2トスト四重奏曲』 |
| 65       | 64  | 弦楽四重奏曲第63番（第48番） ハ長調                       | 1790          | 『第3トスト四重奏曲』 |
| 68       | 64  | 弦楽四重奏曲第64番（第49番） ロ短調                       | 1790          | 『第3トスト四重奏曲』 |
| 67       | 64  | 弦楽四重奏曲第65番（第50番） 変ロ長調                     | 1790          | 『第3トスト四重奏曲』 |
| 66       | 64  | 弦楽四重奏曲第66番（第51番） ト長調                       | 1790          | 『第3トスト四重奏曲』 |
| 63       | 64  | 弦楽四重奏曲第67番（第53番） ニ長調『ひばり』             | 1790          | 『第3トスト四重奏曲』 |
| 64       | 64  | 弦楽四重奏曲第68番（第52番） 変ホ長調                     | 1790          | 『第3トスト四重奏曲』 |
| 69       | 71  | 弦楽四重奏曲第69番（第54番） 変ロ長調                     | 1793          | 『第1アポーニー四重奏曲』 |
| 70       | 71  | 弦楽四重奏曲第70番（第55番） ニ長調                       | 1793          | 『第1アポーニー四重奏曲』 |
| 71       | 71  | 弦楽四重奏曲第71番（第56番） 変ホ長調                     | 1793          | 『第1アポーニー四重奏曲』 |
| 72       | 74  | 弦楽四重奏曲第72番（第57番） ハ長調                       | 1793          | 『第2アポーニー四重奏曲』 |
| 73       | 74  | 弦楽四重奏曲第73番（第58番） ヘ長調                       | 1793          | 『第2アポーニー四重奏曲』 |
| 74       | 74  | 弦楽四重奏曲第74番（第59番） ト短調『騎士』               | 1793          | 『第2アポーニー四重奏曲』 |
| 75       | 76  | 弦楽四重奏曲第75番（第60番） ト長調                       | 1797          | 『エルデーディ四重奏曲』 |
| 76       | 76  | 弦楽四重奏曲第76番（第61番） ニ短調『五度』               | 1797          | 『エルデーディ四重奏曲』 |
| 77       | 76  | 弦楽四重奏曲第77番（第62番） ハ長調『皇帝』               | 1797          | 『エルデーディ四重奏曲』 |
| 78       | 76  | 弦楽四重奏曲第78番（第63番） 変ロ長調『日の出』           | 1797          | 『エルデーディ四重奏曲』 |
| 79       | 76  | 弦楽四重奏曲第79番（第64番） ニ長調『ラルゴ』             | 1797          | 『エルデーディ四重奏曲』 |
| 80       | 76  | 弦楽四重奏曲第80番（第65番） 変ホ長調                     | 1797          | 『エルデーディ四重奏曲』 |
| 81       | 77  | 弦楽四重奏曲第81番（第66番） ト長調『挨拶』               | 1799          | 『ロプコヴィッツ四重奏曲』 |
| 82       | 77  | 弦楽四重奏曲第82番（第67番） ヘ長調『雲がゆくまで待とう』 | 1799          | 『ロプコヴィッツ四重奏曲』 |
| 83       | 103 | 弦楽四重奏曲第83番（第68番） ニ短調                       | 1803以前      | 未完、第2楽章と第3楽章の2楽章のみ完成 |

## 編曲
| Hob. III | Op. | 作品タイトル                | 作曲年代 | 備考                                              |
| -------- | --- | --------------------------- | -------- | ------------------------------------------------- |
| 5        | 1-5 | 弦楽四重奏曲第5番 変ロ長調  | 1762     | 交響曲「A」変ロ長調（第107番）(Hob. I:107) の編曲 |
| 9        | 2-3 | 弦楽四重奏曲第9番 変ホ長調  | 1763     | 6声のディヴェルティメント (Hob. II:21) の編曲     |
| 11       | 2-5 | 弦楽四重奏曲第11番ニ長調    | 1764     | 6声のディヴェルティメント (Hob. II:22) の編曲     |
| 50       | 51  | 弦楽四重奏曲第50番 変ロ長調 | 1787     | 『十字架上のキリストの最後の7つの言葉』の編曲     |
| 51       | 51  | 弦楽四重奏曲第51番 ハ短調   | 1787     | 『十字架上のキリストの最後の7つの言葉』の編曲     |
| 52       | 51  | 弦楽四重奏曲第52番 ホ長調   | 1787     | 『十字架上のキリストの最後の7つの言葉』の編曲     |
| 53       | 51  | 弦楽四重奏曲第53番 ヘ短調   | 1787     | 『十字架上のキリストの最後の7つの言葉』の編曲     |
| 54       | 51  | 弦楽四重奏曲第54番 イ長調   | 1787     | 『十字架上のキリストの最後の7つの言葉』の編曲     |
| 55       | 51  | 弦楽四重奏曲第55番 ト短調   | 1787     | 『十字架上のキリストの最後の7つの言葉』の編曲     |
| 56       | 51  | 弦楽四重奏曲第56番 変ホ長調 | 1787     | 『十字架上のキリストの最後の7つの言葉』の編曲     |

## 疑作・偽作
| Hob. III | 作品タイトル                            | 作曲年代 | 備考                               |
| -------- | --------------------------------------- | -------- | ---------------------------------- |
| 13       | 弦楽四重奏曲第13番 ホ長調               | 1777出版 | 作品3の6曲、R.ホフシュテッター作か |
| 14       | 弦楽四重奏曲第14番 ハ長調               | 1777出版 | 作品3の6曲、R.ホフシュテッター作か |
| 15       | 弦楽四重奏曲第15番 ト長調               | 1777出版 | 作品3の6曲、R.ホフシュテッター作か |
| 16       | 弦楽四重奏曲第16番 変ロ長調             | 1777出版 | 作品3の6曲、R.ホフシュテッター作か |
| 17       | 弦楽四重奏曲第17番 ヘ長調『セレナード』 | 1777出版 | 作品3の6曲、R.ホフシュテッター作か |
| 18       | 弦楽四重奏曲第18番 イ長調               | 1777出版 | 作品3の6曲、R.ホフシュテッター作か |
| C1 - 13  | 弦楽四重奏曲 ハ長調                     | -        |                                    |
| D1 - 9   | 弦楽四重奏曲 ニ長調                     | -        |                                    |
| d1       | 弦楽四重奏曲 ニ短調                     | -        |                                    |
| Es1 - 12 | 弦楽四重奏曲 変ホ長調                   | -        |                                    |
| E1 - 3   | 弦楽四重奏曲 ホ長調                     | -        |                                    |
| F1 - 7   | 弦楽四重奏曲 ヘ長調                     | -        |                                    |
| G1 - 7   | 弦楽四重奏曲 ト長調                     | -        |                                    |
| g1       | 弦楽四重奏曲 ト短調                     | -        |                                    |
| A1 - 6   | 弦楽四重奏曲 イ長調                     | -        |                                    |
| B1 - 10  | 弦楽四重奏曲 ロ長調                     | -        | B1のみ4楽章                        |